# Lost World – Die letzte Kolonie
Lost World – Die letzte Kolonie (Originaltitel: World Gone Wild) ist ein US-amerikanischer Endzeitfilm aus dem Jahr 1988 unter der Regie von Lee H. Katzin und mit Bruce Dern, Catherine Mary Stewart und Michael Paré in den Hauptrollen.

## Handlung
Im nuklear verwüsteten Ödland der Erde im Jahr 2087 ist Wasser so kostbar wie das Leben selbst. Die abgelegene Stadt Lost Wells, ein Außenposten, der den Untergang überlebt hat, wird von Ethan geführt, einem Moses-ähnlichen Guru und der letzten Schullehrerin auf dem Planeten, Angie. Die Einwohner der Siedlung hüten das Geheimnis ihrer Existenz und die Quelle ihres Wassers vor der Außenwelt. Die Siedlung besteht aus einer ehemaligen Tankstelle, die von einer Mauer aus alten Autos umgeben ist. Die Schule findet in einem alten Schulbus statt. Eines der wenigen Bücher, die noch existieren und von der Stadt hochgehalten werden, ist ein ungekürztes Buch über Etikette von Emily Post.
Ein teuflischer Kult pseudoreligiöser Abtrünniger wird angeführt von Derek. Die weiß uniformierten Anhänger folgen ihrem Anführer blind. Die Gruppe, die den Lehren aus einem Buch von Charles Manson folgt, entdeckt die Existenz der Wasserquelle und will die Kontrolle über die wertvolle Wasserversorgung der Stadt. Da die Dorfbewohner nicht mit Dereks brutaler Streitmacht mithalten können, stellen sie Söldner ein, die in einer fernen Stadt leben. Zu dieser Gruppe gehören Nitro, Ten Watt und sie werden von George Landon angeführt. Ethan rekrutiert ihm bekannte und unbekannte Personen, die als Söldner in Sachen Loyalität und Kampfstärke mehr oder weniger nützlich erscheinen, die Bandbreite reicht vom Kannibalen, über einen Kriminellen bis hin zu einem Revolverhelden, der aber nur das Talent zu einer Jahrmarktsattraktion zu haben scheint. Entsprechend skurril sind dann auch die vorgenommenen Verteidigungsmaßnahmen. Bewohner und Söldner schließen sich zusammen, um eine letzte Grabenverteidigung der Siedlung durchzuführen.

## Rezeption
Der Film wurde 1989 für den Young Artist Award nominiert. Der Film erhielt zwei von fünf Sternen in Creature Feature. Die schauspielerische Leistung von Dern wurde ebenso gelobt wie die Arbeit von Regisseur Lee H. Katzin, aber das Ausgangsmaterial wurde als mangelhaft befunden. Es wurde festgestellt, dass der Film eine Mischung aus Mad Max und Die glorreichen Sieben sei. In ähnlicher Weise stellte die Washington Post fest, dass das Drehbuch Defizite aufwiese. Die New York Times fand, dass der Film ein postapokalyptischer Standardfilm im Stil von Mad Max sei, auch wenn die Ansätze des Schwarzen Humors gewürdigt wurden. In ähnlicher Weise stellte Kim Newman fest, dass sich der Film durch seinen ausgefallenen Humor und die Verwendung von Western-Motiven von anderen postapokalyptischen Werken abhebe. Die LA Times mag den Film, hebt die Hommage an Die sieben Samurai hervor und findet ihn überraschend nachdenklich. Sie schätzt ebenfalls den Humor und die Musik des Films.